# Rosa gymnocarpa
Rosa gymnocarpa es un arbusto de la familia de las rosáceas. Esta especie se clasifica dentro de la sección de las Gymnocarpae ,  originaria de América del Norte donde se encuentra espontánea.

## Descripción
Arbusto espinoso de una altura entre 2,5 a 3 metros, con hojas de 5 a 9 foliolos redondeados, con pequeñas flores simples de color rosa pálido, cuyas flores eclosionan de junio a julio y son seguidas de pequeños frutos escaramujos rojos, de piel lisa y piriformes con aquenios.

## Distribución y hábitat
Se extiende por casi toda Norteamérica. Habita en setos, brezales, pantanales y bosques cerrados entre 30 a 2000 m s. n. m. Florece en primavera y verano.

## Taxonomía
Rosa gymnocarpa fue descrita por Thomas Nuttall.
Etimología
Rosa: nombre genérico que proviene directamente y sin cambios del latín rosa que deriva a su vez del griego antiguo rhódon, , con el significado que conocemos: «la rosa» o «la flor del rosal»
gymnocarpa: epíteto latíno que significa "fruto desnudo".
Sinonimia

## Nombres comunes
- Inglés: «dwarf rose» (rosa enana), «baldhip rose» (cadera calva), y «wood rose» (rosa de bosque).[3][2]